# Lasioptera stelteri
Lasioptera stelteri är en tvåvingeart som beskrevs av Edwin Möhn 1968. Lasioptera stelteri ingår i släktet Lasioptera och familjen gallmyggor.
Artens utbredningsområde är Tyskland. Inga underarter finns listade i Catalogue of Life.